# ستيفن غاغن
ستيفن غاغن (بالإنجليزية: Stephen Gaghan)‏ (و. 1965 – م) هو مخرج سينمائي، وكاتب سيناريو، وممثل من الولايات المتحدة الأمريكية. ولد في لويفيل، كنتاكي.

## التعليم
تعلم في جامعة كنتاكي، وكلية بابسون.

## جوائز وترشيحات
حصل على جوائز منها:
- جائزة نقابة الكتاب الأمريكية
- جائزة الأوسكار لأفضل كتابة "سيناريو مقتبس"، عن عمل: إتجار
- جوائز الإيمي برايم تايم
- جائزة إدغار.

ترشح لـ:
- جائزة الأوسكار لأفضل كتابة "سيناريو أصلي"، عن عمل: سريانا
- جائزة الأوسكار لأفضل كتابة "سيناريو مقتبس"، عن عمل: إتجار.

## وصلات خارجية
- ستيفن غاغن على موقع IMDb (الإنجليزية)
- ستيفن غاغن على موقع ألو سيني (الفرنسية)
- ستيفن غاغن على موقع أول موفي (الإنجليزية)
- ستيفن غاغن على موقع بوكس أوفيس موجو (الإنجليزية)
- ستيفن غاغن على موقع قاعدة بيانات الأفلام السويدية (السويدية)
- ستيفن غاغن على موقع قاعدة بيانات الفيلم (الإنجليزية)
- ستيفن غاغن على موقع كينوبويسك (الروسية)